# Stefanie Schlesinger
Stefanie Schlesinger (Bamberg, 12 februari 1977) is een Duitse jazzzangeres en songwriter.

## Biografie
Schlesinger kreeg aanvankelijk blokfluitonderricht en op 9-jarige leeftijd pianoles. Op 12-jarige leeftijd volgden haar eerste zanglessen. Ze voltooide haar studie aan het E.T.A. Hoffmann-Gymnasium in Bamberg met als hoofdvak zang. Daarna vervolgde ze tot haar diploma in 2002 een klassieke zangstudie aan het Leopold-Mozart Konservatorium in Augsburg. Ze trad daarna op in musical- en opera-producties en gaf eerste voorstellingen van eigentijdse werken, voordat ze zich concentreerde op de jazzzang. Ze leidde een eigen combo en werkte met muzikanten als Pete York, Daniel Messina, Klaus Doldinger, Herb Geller en Christian Bruhn.
Schlesinger concentreerde zich sinds 2005, ook ingeperkt door zwangerschap, versterkt op de compositie en stelde gedichten samen van Rainer Maria Rilke en Friedrich Schiller, maar ze schreef ook muziek voor kinderen. Verder ontstonden arrangementen voor eigen projecten. Samen met haar echtgenoot Wolfgang Lackerschmid schreef ze de muziek voor de musiclets Ma très chère cousine! en Jetzt ist er tot, der Hund, die ze als vertolkster in Augsburg in 2010 en 2011 met goede kritieken opvoerde.

## Onderscheidingen
In 2003 kreeg ze als eerste zangeres in de categorie Jazz de Bayerischer Kunstförderpreis.

## Discografie
- 2002: What Love Is, Stefanie Schlesinger, Enja Records (met Bob Degen, Isla Eckinger, Jarrod Cagwin, Pedro Tagliani, Wolfgang Lackerschmidt)
- 2004: Angel Eyes, Stefanie Schlesinger, Enja (met Bob Degen, John Lee, Karl Latham, Wolfgang Lackerschmid, Roger Squitero, Slide Hampton, Hendrik Meurkens, Johannes Faber)
- 2005: Jazz Meets Classic (met Walter Lang, Wolfgang Lackerschmid, František Uhlíř, Harald Rüschenbaum)
- 2008: Daily Rose, Stefanie Schlesinger, hipjazz (met Walter Lang, Rocky Knauer, Wolfgang Lackerschmid, Stephan Holstein)
- 2012: Blueroom: ... und dann habe ich mich auf ihn gestürzt ... Jazzsongs und Märchen von Eros und Liebe, Stefanie Schlesinger, Wolfgang Lackerschmid, Matthias Fischer, afgeladen
- 2012: Lieder aus dem Koboldland, Stefanie Schlesinger, randvoll (met o.a. Wolfgang Lackerschmid, Pedro Tagliani, Marcio Tubino)
- 2015: Herzschmerz – Markus Lüpertz-liederen, Stefanie Schlesinger, Wolfgang Lackerschmid, HGBS (ook met Markus Lüpertz en Ryan Carniaux)
- 2017: Reality, Stefanie Schlesinger, hipjazz (met Wolfgang Lackerschmid, Mark Soskin, John Goldsby, Guido May, Ryan Carniaux)

- Gemeinsame Normdatei: 135287618
- International Standard Name Identifier: 0000 0000 5846 0043
- MusicBrainz: 5c0d9732-a9ea-46be-b223-d833efc66c04
- Virtual International Authority File: 80084532
- WorldCat: E39PBJgmK3xwPXRfPg4hw4XyBP